# Панцанела
Панцанела або панмолле (іт. panzanella, panmolle) — популярний тосканський літній салат з хліба та помідорів. До його складу входять шматки вимоченого черствого хліба та томатів, деколи також цибуля та базилік, заправлені оливковою олією та оцтом. Салат ще популярний в інших регіонах центральної Італії.

## Історія
Аньйоло Бронзіно, митець та поет XVI століття, співав похвалу цибулі з олією та оцтом, подані з тостовим хлібом, та, на наступній сторінці, говорить про салат з цибулі, портулаку та огірків. Це часто інтерпретують як опис панцанели.

## Інгредієнти
До XX століття, в панцанелу замість помідорів додавали цибулю.
Сучасну панцанелу зазвичай готують з черствого хліба, вимоченого у воді та вичавленого насухо, помідорів, оливкової олії, оцту, солі та перцю. Часто додають цибулю та базилік.
Хоча флорентинські традиціоналісти й не схвалюють додавання інших інгредієнтів, до салату деколи додають салат латук, маслини, моцарелу, біле вино, каперси, анчоуси, стебло селери, моркву, червоне вино, червону цибулю, огірок, тунець, петрушку, варені яйця, м'яту, солодкий перець, лимонний сік та часник.